# Баландин, Василий Петрович
Васи́лий Петро́вич Бала́ндин (1904—1973) — один из организаторов авиационной промышленности СССР, генерал-майор инженерно-авиационной службы (1944 год), 18 ноября 1971 года переаттестован в генерал-майор-инженер, Герой Социалистического Труда (1945 год).

## Биография
Родился 15 (28) декабря 1904 года на станции Лосиноостровская, Московский уезд, ныне Москва, в семье железнодорожника. Член ВКП(б)/КПСС с 1925 года.
Трудовую деятельность начал в 1916 году подённым ремонтным рабочим на станции Лосиноостровская Московско-Ярославско-Архангельской железной дороги.
В 1922 году Московским комитетом комсомола был направлен на рабфак при Московском институте инженеров путей сообщения Наркомата просвещения РСФСР. С 1924 года — студент этого института, в 1929 году транспортным сектором ЦК ВКП(б) командирован на строительство Турксиба. По окончании института в 1930 году работал заведующим планово-производственным отделом Муромского паровозоремонтного завода имени Ф. Э. Дзержинского, руководил монтажом вновь возводимого Нижегородского автомобильного завода. Затем в ноябре 1930 года был призван в ряды Красной армии и направлен военным производственником в Рыбинск (Ярославская область) на авиационный завод № 26. Начал работать слесарем-сборщиком моторов, затем выдвинут на должность помощника начальника сборочного цеха, в 1932 году назначен начальником цеха завода. В цехе руководил стахановским движением, активно занимался созданием сквозных стахановских бригад. От Ярославской области инженер-новатор неоднократно избирался делегатом на республиканские съезды Советов. В 1936 году в сборочном цехе завода внедрил конвейерную сборку моторов, подобных которой в Союзе ССР прежде не существовало. С 1937 года — технический директор моторного завода № 26, в 1938 году возглавил его. Осуществлял на предприятии производство авиационных двигателей, разработанных главным конструктором завода В. Я. Климовым — М-103, налаживал серийный выпуск моторов М-105 и М-105П мощностью в 1100 и 1260 л. с. (они обеспечивали увеличение скорости, высоты и дальности полёта и потому устанавливались на истребители Як-1, Як-3, Як-7Т, Як-9, а также на лёгкий бомбардировщик Як-4). На предприятии осуществлялось освоение нового авиадвигателя М-107 (устанавливался на истребители Як-9У, Як-9УТ, Як-9П). В 1939 году, не оставляя директорской должности, был назначен заместителем наркома авиационной промышленности СССР, членом коллегии этого наркомата. В качестве наркома руководил строительством и налаживанием работы моторостроительного завода под Уфой. При этом занимался организацией поточного производства авиационных моторов по примеру реализованного им в Рыбинске. С августа 1941 года по 1946 год — заместитель народного комиссара авиационной промышленности СССР — директор Уфимского моторостроительного завода.
В начале лета 1941 года карьера директора завода и заместителя наркома была неожиданно прервана необоснованным арестом, продлившимся не более двух месяцев. В связи с началом Великой Отечественной войны стране потребовались в большом количестве новые самолёты и современные авиационные двигатели для них. Баландин был освобождён из заключения по требованию И. Сталина на основании ходатайства наркома авиационной промышленности СССР А. Шахурина, авиаконструктора А. Яковлева и заместителя наркома авиапромышленности СССР П. Дементьева.
В 1941 году в столицу Башкирии город Уфу стали прибывать организации и учреждения, эвакуированные из разных городов страны. Строящийся в 20 километрах от Уфы, в городе Черниковске (ныне в черте Уфы), комбайновый завод был ещё за год до войны реконструирован в авиамоторный (по рыбинской документации). Было построено несколько производственных зданий, шло строительство больших корпусов. В начале Великой Отечественной войны на площадях Уфимского завода был размещён ряд эвакуированных на Урал моторных заводов, в том числе и из города Рыбинска. 17 декабря 1941 года Рыбинский ордена Ленина моторный завод № 26, два ленинградских завода-дублёра (№ 234 и № 451), частично московский № 219, московское проектное бюро ЦИАМ, воронежское конструкторское бюро Добрынина и два уфимских завода, — моторный (№ 384) и дизельный (№ 336) были объединены в единое целое. Новое предприятие стало правопреемником объединённых заводов и получило номер головного — 26-й. В дальнейшем оно было переименовано в Уфимский моторостроительный завод. В августе 1941 года в Уфу прибыл назначенный директором объединённого завода Василий Петрович Баландин, сохранивший должность заместителя наркома авиационной промышленности СССР.
К концу 1941 года было сооружено одиннадцать производственных корпусов, сто двадцать семь домов и бараков, два палаточных лагеря. В них разместилось 6600 человек. В 1942 году выпуск моторов значительно превысил уровень 1941 года и нарастал во все годы Великой Отечественной войны. Под руководством В. П. Баландина было организовано крупное поточное производство авиационных моторов «М-105», «М-105ПА», «ВК-107А», «ВК-107ПФ», «ВК-108». Уфимский моторостроительный завод, которым он руководил, изготовлял моторы для боевых самолётов «Як-3», «Як-9», «Пе-2».

Могила Баландина на Новодевичьем кладбище Москвы.

Постановлением Совета народных комиссаров СССР в 1944 году В. П. Баландину было присвоено воинское звание генерал-майора инженерно-авиационной службы.
Коллектив завода, возглавляемый В. П. Баландиным, двадцать три раза завоёвывал переходящее красное знамя Государственного комитета обороны. 26 июля 1945 года газета «Правда» в передовой статье отмечала, что Уфимский завод к началу мирного времени выпустил девяносто семь тысяч авиационных моторов, назвав этот факт подвигом.
Указом Президиума Верховного Совета СССР от 16 сентября 1945 года за умелое руководство трудовым коллективом завода и выдающийся вклад в обеспечении фронта авиационными двигателями, генерал-майору инженерно-авиационной службы Баландину Василию Петровичу присвоено звание Героя Социалистического Труда с вручением ордена Ленина и золотой медали «Серп и Молот». В этот же день Уфимский моторостроительный завод был награждён орденом Красного Знамени, а 299 его лучших работников были удостоены орденов и медалей СССР.
К 9 мая 1945 года Уфимский моторостроительный завод под руководством В. П. Баландина выпустил более 97 000 моторов для истребителей и бомбардировщиков, созданных авиаконструкторами А. С. Яковлевым, С. А. Лавочкиным, В. М. Петляковым и другими. На каждом третьем боевом самолёте, выпущенном в СССР за время годы Великой Отечественной войны, стоял уфимский мотор. Самолёт-истребитель «Як-9У» с мотором «ВК-107А» признан самым скоростным истребителем Второй мировой войны.
После 1946 года генерал-майор инженерно-авиационной службы Баландин — на различных государственных должностях. С 1957 года — заместитель председателя Московского городского совнархоза, впоследствии — заместитель председателя Госплана РСФСР. В Москве проживал в знаменитом «Доме на набережной» в квартире № 255. С 1970 года на персональной пенсии.
Скончался 23 марта 1973 года. Похоронен в Москве на Новодевичьем кладбище (участок № 7).

## Награды и память
Награждён пятью орденами Ленина (1936, 1943, 1945, 1945, 1949), тремя орденами Трудового Красного Знамени (1954, 1964, 1969), орденом Красной Звезды, медалями.
На одном из зданий бывшего Уфимского моторостроительного завода (ныне — Уфимское моторостроительное производственное объединение) установлена мемориальная доска с горельефом В. П. Баландина. В микрорайоне Инорс Калининского района города Уфы имя бывшего директора Уфимского моторостроительного завода носит бульвар, названный так по просьбе трудового коллектива УМПО.